# 楊宗震 (順治三年進士)
楊宗震（？—？），字嚴四，山東兗州府濟寧州人，清朝政治人物。

## 生平
順治二年（1645年）乙酉科山東鄉試第三名舉人，三年（1646年）聯捷丙戌科三甲第十九名進士。授興安直隸州知州，升江南驛鹽道。